# اچ‌ام‌اس مگپی (یو۸۲)
اچ‌ام‌اس مگپی (یو۸۲) (به انگلیسی: HMS Magpie (U82)) یک کشتی بود که طول آن ۲۹۹ فوت ۶ اینچ (۹۱٫۲۹ متر) بود. این کشتی در سال ۱۹۴۳ ساخته شد.